# Audioslave (альбом)
Audioslave — перший студійний альбом американської групи Audioslave, який був випущений 19 листопада 2002 року.

## Композиції
Автор слів Кріс Корнелл, автор музики Audioslave. 
| #     | Назва                      | Тривалість |
| ----- | -------------------------- | ---------- |
| 1.    | «Cochise»                  | 3:42       |
| 2.    | «Show Me How to Live»      | 4:37       |
| 3.    | «Gasoline»                 | 4:40       |
| 4.    | «What You Are»             | 4:09       |
| 5.    | «Like a Stone»             | 4:54       |
| 6.    | «Set It Off»               | 4:23       |
| 7.    | «Shadow on the Sun»        | 5:43       |
| 8.    | «I Am the Highway»         | 5:35       |
| 9.    | «Exploder»                 | 3:26       |
| 10.   | «Hypnotize»                | 3:27       |
| 11.   | «Bring Em Back Alive»      | 5:29       |
| 12.   | «Light My Way»             | 5:03       |
| 13.   | «Getaway Car»              | 4:59       |
| 14.   | «The Last Remaining Light» | 5:17       |
| 65:26 |                            |            |

## Учасники запису
- Кріс Корнелл — вокал
- Тім Коммерфорд — бас-гітара
- Бред Вілк — ударні
- Том Морелло — гітара